# 광양시·구례군 (2000년 선거구)
광양시·구례군은 대한민국의 옛 국회의원 선거구이다. 당시 전라남도 광양시와 구례군 지역을 관할했다.

## 역사
제16대 국회의원 선거를 앞두고 선거구 조정이 일어나면서 광양시와 구례군이 하나의 선거구를 구성하게 됨에 따라 신설되었다.
제18대 국회의원 선거를 앞두고 광양시는 광양시 단독 선거구를 이루고 구례군은 담양군, 곡성군과 함께 담양군·곡성군·구례군 선거구를 이루게 됨에 따라 폐지되었다.

## 역대 국회의원
| 선거   | 정당 | 정당         | 의원   |
| ------ | ---- | ------------ | ------ |
| 2000년 |      | 새천년민주당 | 정철기 |
| 2004년 |      | 열린우리당   | 우윤근 |

## 역대 선거 결과

### 대한민국 제16대 국회의원 선거
|  | 64.16% |

|  | 12.22% |

|  | 8.87% |

|  | 6.66% |

|  | 5.42% |

|  | 2.64% |

### 대한민국 제17대 국회의원 선거
|  | 57.36% |

|  | 29.80% |

|  | 8.73% |

|  | 4.09% |